# Kanton Bois-Colombes
Der Kanton Bois-Colombes war von 1908 bis 2015 ein französischer Wahlkreis im Arrondissement Nanterre, im Département Hauts-de-Seine und in der Region Île-de-France.
Der Kanton war identisch mit der Stadt Bois-Colombes. 

## Bevölkerungsentwicklung
| 1962   | 1968   | 1975   | 1982   | 1990   | 1999   | 2008   |
| ------ | ------ | ------ | ------ | ------ | ------ | ------ |
| 29.938 | 28.934 | 26.657 | 23.780 | 24.415 | 23.885 | 27.809 |